# Christoffer Carlsson
Christoffer Carlsson (sinh ngày 15 tháng 1 năm 1989) là một cầu thủ bóng đá người Thụy Điển thi đấu cho Falkenbergs FF ở vị trí tiền vệ.